# Mooste
Mooste est un petit bourg de la commune de Põlva, situé dans le comté de Põlva en Estonie. Avant la réforme administrative d'octobre 2017, il était le chef-lieu de la commune de Mooste.
En 2019, la population s'élevait à 424 habitants.